# Démocratie chrétienne (Italie, 2012)
Pour les articles homonymes, voir Démocratie chrétienne (homonymie).
Ne doit pas être confondu avec Démocratie chrétienne (Italie), Démocratie chrétienne (Italie, 2002) ou Démocratie chrétienne pour les autonomies.
La Démocratie chrétienne est un parti politique fondé en octobre 2012, sur la base du dernier conseil national de la Démocratie chrétienne, à la suite d'une décision de la cour de cassation qui avait constaté que ce parti n'avait jamais prononcé sa dissolution en se transformant en Parti populaire italien. Son secrétaire national est l'ancien ministre Gianni Fontana,.

## Présentation
Son symbole électoral n'est pas accepté par le tribunal administratif du Latium pour les élections générales italiennes de 2013.